# Caterina Pascual Söderbaum
Caterina Pascual Söderbaum   (Lleida, 10 de setembre de 1962 - Uppsala, 24 de desembre de 2015) va ser traductora, intèrpret i escriptora.
Va néixer a Catalunya, filla de pare espanyol i mare sueca. Va viure a diversos indrets de la mediterrània (Barcelona, Cartagena, Maó, Girona). Els sis anys d'adolescència viscuts a Menorca la van marcar especialment. Als divuit anys va marxar per primera vegada a la terra materna, a Uppsala, per estudiar, entre altres coses, literatura; es va formar com a intèrpret i traductora. Va traduir de l'anglès i del suec al castellà. Com a traductora, va traduir, entre d'altres, Selma Lagerlöf, Kjell Westö, Peter Englund i Steve Sem-Sandberg. Serà finalment el suec la llengua que triarà per expressar-se literàriament. Des del 1996 va viure entre la ciutat universitària d'Uppsala i Jafre, petita població de l'Empordà.
Pascual Söderbaum va escriure la seva obra en suec; va fer el seu debut com a autora amb el recull de narracions Sonetten om andningen el 2001, que va ser guardonat amb el Katapultpriset. El 2017, li va ser atorgat pòstumament el premi de novel·la de la Ràdio Sueca per Den skeva platsen. Hi ha traducció catalana de la primera obra: El sonet de la respiració (2005).
L'escriptor i crític literari Ponç Puigdevall deia d'ella que "pertany a l'estirp dels que creuen certa la màxima que només s'ha d'escriure un cop que ja s'ha viscut. I afegeix que com a escriptora "sap estar-se de tot excepte del dolor, el lirisme, el desengany i la desesperació de l'acte creatiu" (El Pais, 6 de maig de 2002).
El sonet de la respiració aplega quatre narracions aparentment independents però enigmàticament vinculades. L'autora remarca, en l'entrevista del diari Avui, el que enllaça aquests quatre relats: "El mite d'Orfeu, el sentiment de pèrdua que experimenten els personatges, petits detalls que vaig apuntant al llarg del llibre en un final d'efecte acumulatiu." 
Caterina Pascual Söderbaum, que va viure en molts indrets i sovint se sentia desarrelada, afirma:
| «                                                         | M'he creat una pàtria fictícia, he imaginat que la meva pàtria són tots els escriptors que han viscut abans que jo | » |
| — Caterina Pascual Söderbaum, Avui, 13 de febrer del 2006 | |   |

## Obra
- 2001 – Sonetten om andningen.
- 2005 - El sonet de la respiració. RBA Edicions. La Magrana. Traducció de Lluís Solanes.
- 2016 – Den skeva platsen.

## Premis i distincions
- 2002 – Katapultpriset per Sonetten om andningen
- 2017 – Premi de novel·la de la Ràdio Sueca per Den skeva platsen (a títol pòstum)